# Bălcești
Bălcești è una città della Romania di 5 710 abitanti, ubicata nel distretto di Vâlcea, nella regione storica dell'Oltenia. 
Fanno parte dell'area amministrativa anche le località di Benești, Gorunești, Chirculești, Irimești, Otetelișu, Preoțești e Satu Poieni.